# کامپچه
کامپچه (به اسپانیایی: Campeche) یکی از سی و یک ایالت مکزیک است. 

## جغرافیا
در جنوب شرقی مکزیک واقع است و با ایالت یوکاتان در شمال شرقی مرز دارد. در غرب آن خلیج مکزیک قرار دارد.

## مساحت و جمعیت
مساحت آن ۵۷٬۹۲۴ کیلومتر مربع (۲۲٬۳۶۵ مایل مربع) بوده ولی فقط جمعیتی ۸۲۲٬۴۴۱ (۲۰۱۰) در آن ساکن هستند. که آن را به یکی از کم‌تراکم‌ترین ایالت‌های مکزیک بدل ساخته‌است.
مرکز آن شهر کامپچهاست که توسط یونسکو به عنوان میراث جهانی یونسکو ثبت شده‌است.